# Seznam cerkva v Sloveniji, ki so bile zgrajene v 20. in 21. stoletju
Seznam cerkva v Sloveniji, ki so bile zgrajene v 20. in 21. stoletju, vsebuje cerkve različnih veroizpovedi, in sicer evangeličanske, grškokatoliške, mormonske, pravoslavne in rimskokatoliške. Nekaj objektov je v arhitekturnem smislu dejansko kapel, vendar se v virih omenjajo kot cerkve, zato so vključene v seznam. Za nekatere cerkve, ki so bile zgrajene po prvi svetovni vojni kot nadomestne cerkve na mestu porušenih, je težko določiti, v kolikšni meri je šlo za novogradnjo, v kolikšni pa za obnovo porušene stavbe. Ocena je subjektivne narave in je odvisna od navedb v virih. Nekaj cerkva je bilo do danes porušenih. Te so v seznamu označene s poševno pisavo. Nekaj cerkva je kasneje prejelo naziv stolnica, sostolnica ali bazilika, z izjemo bazilike na Sveti Gori, ki je že ob zgraditvi naziv podedovala po svoji porušeni predhodnici.
Statistično je glede na število objektov zgrajenih v obravnavanem obdobju razvidno, da je vsako leto (oziroma nekaj manj) nekje v Sloveniji zrasla nova cerkev. Glede patrocinijev je razvidno, da je večina cerkva bila posvečenih antičnim in srednjeveškim svetnikom oziroma patrocinijem. Predvsem v primerih »nadomestnih cerkva« vsled vojnega upostošenja so praviloma nove cerkve samo »prevzele« patrocinij stare. V precej skromni meri pa so zastopani novoveški (od leta 1500 naprej) in sodobni svetniki oziroma patrociniji (mednje smemo šteti tiste iz 19. in 20. stoletja). Sem sodijo Kristus Kralj, Srce Jezusovo, Srce Marijino, Marijino brezmadežno spočetje, Lurška Mati Božja, Rožnovenska Mati Božja, sveta družina, sveti Janez Bosko, sveti Maksimilijan Kolbe, sveti Stanislav Kostka, sveti Leopold Mandić, blaženi Anton Martin Slomšek in sveta Terezija Deteta Jezusa.

## Seznam
| Leto izgradnje | Slika                     | Cerkev                                                       | Kraj                    | Župnija                           | Škofija                          | Vir           |
| -------------- | ------------------------- | ------------------------------------------------------------ | ----------------------- | --------------------------------- | -------------------------------- | ------------- |
| 1902           | Klikni za spremembo slike | Evangeličanska cerkev                                        | Domanjševci             | Domanjševci (evangeličanska)      | –                                |               |
| 1903           | Klikni za spremembo slike | Cerkev sv. Cirila in Metoda (grškokatoliška)                 | Metlika                 | Metlika (grškokatoliška)          | Novo mesto                       |               |
| 1903           | Klikni za spremembo slike | Cerkev sv. Jerneja                                           | Kočevje                 | Kočevje                           | Novo mesto                       | [ 2 ]         |
| 1904           | Klikni za spremembo slike | Cerkev sv. Družine                                           | Barislovci              | Sv. Vid pri Ptuju                 | Maribor                          | [ 3 ]         |
| 1904           | Klikni za spremembo slike | Cerkev Lurške Matere Božje                                   | Polšnik                 | Polšnik                           | Ljubljana                        | [ 4 ]         |
| 1904           | Klikni za spremembo slike | Cerkev sv. Pankracija                                        | Radelca                 | Remšnik                           | Maribor                          | [ 3 ]         |
| 1905           | Klikni za spremembo slike | Cerkev sv. Marka                                             | Cerklje ob Krki         | Cerklje ob Krki                   | Novo mesto                       | [ 5 ]         |
| 1905           | Klikni za spremembo slike | Cerkev sv. Martina                                           | Bled                    | Bled                              | Ljubljana                        | [ 6 ]         |
| 1906           | Klikni za spremembo slike | Evangeličanska cerkev (porušena julija 1964)                 | Celje                   | Celje (evangeličanska)            | –                                | [ 7 ]         |
| 1906           | Klikni za spremembo slike | Cerkev sv. Jerneja                                           | Begunje pri Cerknici    | Begunje pri Cerknici              | Ljubljana                        | [ 8 ]         |
| 1906           | Klikni za spremembo slike | Cerkev Karmelske Matere Božje                                | Pregara                 | Sočerga                           | Koper                            | [ 9 ]         |
| 1906           | Klikni za spremembo slike | Cerkev Marijinega vnebovzetja                                | Cirkovce                | Cirkovce                          | Maribor                          | [ 3 ]         |
| 1906           | Klikni za spremembo slike | Cerkev sv. Miklavža                                          | Žalec                   | Žalec                             | Celje                            | [ 3 ]         |
| 1907           | Klikni za spremembo slike | Cerkev sv. Antona Padovanskega                               | Prečna                  | Prečna                            | Novo mesto                       | [ 10 ]        |
| 1907           | Klikni za spremembo slike | Cerkev sv. Družine                                           | Globel                  | Sodražica                         | Ljubljana                        | [ 11 ]        |
| 1907           | Klikni za spremembo slike | Cerkev sv. Križa                                             | Podbočje                | Podbočje                          | Novo mesto                       | [ 12 ]        |
| 1908           | Klikni za spremembo slike | Cerkev sv. Antona Padovanskega                               | Ljubljana (Vič)         | Ljubljana - Vič                   | Ljubljana                        | [ 3 ]         |
| 1908           | Klikni za spremembo slike | Cerkev sv. Martina                                           | Teharje                 | Teharje                           | Celje                            | [ 3 ]         |
| 1909           | Klikni za spremembo slike | Cerkev sv. Jakoba                                            | Dol pri Hrastniku       | Dol pri Hrastniku                 | Celje                            | [ 3 ]         |
| 1909           | Klikni za spremembo slike | Cerkev sv. Petra in Pavla (pravoslavna)                      | Miliči                  | Miliči (pravoslavna)              | Zagreb - Ljubljana (pravoslavna) | [ 13 ]        |
| 1909           | Klikni za spremembo slike | Cerkev sv. Trojice                                           | Hrovača                 | Ribnica                           | Ljubljana                        | [ 14 ]        |
| 1910           | Klikni za spremembo slike | Cerkev sv. Antona Puščavnika                                 | Župečja vas             | Sv. Lovrenc na Dravskem polju     | Maribor                          | [ 3 ]         |
| 1910           | Klikni za spremembo slike | Cerkev sv. Cirila in Metoda                                  | Podgrad                 | Podgrad                           | Novo mesto                       | [ 15 ]        |
| 1910           | Klikni za spremembo slike | Evangeličanska cerkev Martina Luthra                         | Murska Sobota           | Murska Sobota (evangeličanska)    | –                                | [ 16 ]        |
| 1910           | Klikni za spremembo slike | Cerkev sv. Stanislava Kostke (Zavod sv. Stanislava)          | Ljubljana (Šentvid)     | –                                 | Ljubljana                        | [ 17 ]        |
| 1910           | Klikni za spremembo slike | Cerkev sv. Martina                                           | Žiri                    | Žiri                              | Ljubljana                        | [ 3 ]         |
| 1910           | Klikni za spremembo slike | Cerkev sv. Urha                                              | Veliki Gaber            | Veliki Gaber                      | Novo mesto                       | [ 18 ]        |
| 1911           | Klikni za spremembo slike | Bazilika Lurške Matere Božje                                 | Brestanica              | Brestanica                        | Celje                            | [ 3 ]         |
| 1911           | Klikni za spremembo slike | Cerkev sv. Petra                                             | Radeče                  | Radeče                            | Ljubljana                        | [ 19 ]        |
| 1912           | Klikni za spremembo slike | Stolnica sv. Nikolaja                                        | Murska Sobota           | Murska Sobota                     | Murska Sobota                    |               |
| 1914           | Klikni za spremembo slike | Cerkev Srca Jezusovega                                       | Drežnica                | Drežnica                          | Koper                            | [ 3 ]         |
| 1915           | Klikni za spremembo slike | Evangeličanska cerkev (porušena po 2. svetovni vojni)        | Radlje ob Dravi         | Radlje ob Dravi (evangeličanska)  | –                                | [ 20 ]        |
| 1915           | Klikni za spremembo slike | Cerkev sv. Kancijana                                         | Mirna Peč               | Mirna Peč                         | Novo mesto                       |               |
| 1915           | Klikni za spremembo slike | Cerkev Marijinega vnebovzetja                                | Turnišče                | Turnišče                          | Murska Sobota                    |               |
| 1916           | Klikni za spremembo slike | Cerkev sv. Duha                                              | Zatolmin                | Tolmin                            | Koper                            |               |
| 1917           | Klikni za spremembo slike | Cerkev Marijinega vnebovzetja                                | Čatež                   | Čatež - Zaplaz                    | Novo mesto                       |               |
| 1923           | Klikni za spremembo slike | Cerkev Srca Jezusovega                                       | Velika Polana           | Velika Polana                     | Murska Sobota                    |               |
| 1924           | Klikni za spremembo slike | Cerkev Marije Pomočnice                                      | Ljubljana (Rakovnik)    | Ljubljana - Rakovnik              | Ljubljana                        |               |
| 1925           | Klikni za spremembo slike | Cerkev sv. Andreja                                           | Opatje selo             | Opatje selo                       | Koper                            | [ 21 ]        |
| 1925           | Klikni za spremembo slike | Cerkev sv. Jurija                                            | Sveti Jurij             | Sv. Jurij v Prekmurju             | Murska Sobota                    | [ 3 ]         |
| 1925           | Klikni za spremembo slike | Cerkev sv. Pankracija                                        | Ponikva pri Žalcu       | Gornja Ponikva                    | Celje                            | [ 22 ]        |
| 1925           | Klikni za spremembo slike | Cerkev sv. Petra                                             | Temnica                 | Kostanjevica na Krasu             | Koper                            | [ 23 ]        |
| 1925           | Klikni za spremembo slike | Cerkev Srca Jezusovega                                       | Vrtojba                 | Vrtojba                           | Koper                            | [ 24 ]        |
| 1926           | Klikni za spremembo slike | Cerkev sv. Martina                                           | Kobilje                 | Kobilje                           | Murska Sobota                    | [ 25 ]        |
| 1926           | Klikni za spremembo slike | Cerkev sv. Martina                                           | Kostanjevica na Krasu   | Kostanjevica na Krasu             | Koper                            | [ 26 ]        |
| 1926           | Klikni za spremembo slike | Cerkev sv. Petra in Pavla                                    | Hotiza                  | Hotiza                            | Murska Sobota                    | [ 27 ]        |
| 1927           | Klikni za spremembo slike | Cerkev Gospodovega vnebohoda                                 | Bogojina                | Bogojina                          | Murska Sobota                    |               |
| 1927           | Klikni za spremembo slike | Cerkev sv. Lovrenca                                          | Brestovica pri Komnu    | Komen                             | Koper                            | [ 28 ]        |
| 1928           | Klikni za spremembo slike | Evangeličanska cerkev                                        | Gornji Slaveči          | Gornji Slaveči (evangeličanska)   | –                                |               |
| 1928           | Klikni za spremembo slike | Bazilika Marijinega vnebovzetja                              | Sveta Gora              | Solkan                            | Koper                            |               |
| 1929           | Klikni za spremembo slike | Cerkev Marijinega vnebovzetja                                | Sela na Krasu           | Kostanjevica na Krasu             | Koper                            | [ 29 ]        |
| 1929           | Klikni za spremembo slike | Cerkev sv. Petra                                             | Šempeter pri Gorici     | Šempeter pri Gorici               | Koper                            | [ 30 ]        |
| 1930           | Klikni za spremembo slike | Cerkev sv. Silvestra                                         | Nova vas                | Opatje selo                       | Koper                            | [ 31 ]        |
| 1931           | Klikni za spremembo slike | Cerkev Žalostne Matere Božje                                 | Miren                   | Miren                             | Koper                            | [ 32 ]        |
| 1932           | Klikni za spremembo slike | Cerkev sv. Frančiška Asiškega                                | Ljubljana               | Ljubljana - Šiška                 | Ljubljana                        |               |
| 1932           | Klikni za spremembo slike | Cerkev sv. Save (pravoslavna, porušena leta 1941)            | Celje                   | Celje (pravoslavna)               | Zagreb - Ljubljana (pravoslavna) | [ 7 ]         |
| 1934           | Klikni za spremembo slike | Evangeličanska cerkev                                        | Lendava                 | Lendava (evangeličanska)          | –                                | [ 33 ]        |
| 1934           | Klikni za spremembo slike | Cerkev Marijinega vnebovzetja                                | Dobrovce                | Slivnica pri Mariboru             | Maribor                          | [ 34 ]        |
| 1934           | Klikni za spremembo slike | Cerkev Srca Jezusovega                                       | Spodnje Škofije         | Škofije                           | Koper                            | [ 35 ]        |
| 1935           | Klikni za spremembo slike | Cerkev sv. Lovrenca                                          | Lokavec                 | Lokavec                           | Koper                            | [ 36 ]        |
| 1936           | Klikni za spremembo slike | Cerkev bl. Antona Martina Slomška                            | Zgornja Rečica          | Laško                             | Celje                            | [ 37 ]        |
| 1936           | Klikni za spremembo slike | Cerkev sv. Cirila in Metoda (pravoslavna)                    | Ljubljana               | Ljubljana (pravoslavna)           | Zagreb - Ljubljana (pravoslavna) |               |
| 1936           | Klikni za spremembo slike | Cerkev Kristusa Kralja                                       | Hrastnik                | Hrastnik                          | Celje                            | [ 38 ]        |
| 1936           | Klikni za spremembo slike | Cerkev sv. Lazarja (pravoslavna, porušena leta 1941)         | Maribor                 | Maribor (pravoslavna)             | Zagreb - Ljubljana (pravoslavna) |               |
| 1938           | Klikni za spremembo slike | Cerkev Kristusa Kralja                                       | Zgornje Škofije         | Škofije                           | Koper                            | [ 39 ]        |
| 1938           | Klikni za spremembo slike | Cerkev sv. Rešnjega telesa                                   | Maribor (Tabor)         | Maribor - Sv. Rešnje telo         | Maribor                          |               |
| 1938           | Klikni za spremembo slike | Cerkev Srca Jezusovega                                       | Rakek                   | Rakek                             | Ljubljana                        | [ 40 ]        |
| 1938           | Klikni za spremembo slike | Cerkev sv. Terezije Deteta Jezusa                            | Ljubljana (Kodeljevo)   | Ljubljana - Kodeljevo             | Ljubljana                        |               |
| 1938           | Klikni za spremembo slike | Cerkev Žalostne Matere Božje                                 | Idrija                  | Idrija                            | Koper                            | [ 41 ]        |
| 1939           | Klikni za spremembo slike | Cerkev sv. Mihaela                                           | Črna vas                | Ljubljana - Barje                 | Ljubljana                        |               |
| 1940           | Klikni za spremembo slike | Cerkev sv. Antona Padovanskega                               | Velika Loka             | Žalna                             | Ljubljana                        | [ 42 ]        |
| 1941           | Klikni za spremembo slike | Cerkev sv. Janeza Krstnika                                   | Preska                  | Preska                            | Ljubljana                        | [ 43 ]        |
| 1943           | Klikni za spremembo slike | Cerkev sv. Mateja                                            | Spodnje Škofije         | Škofije                           | Koper                            | [ 44 ]        |
| 1946           | Klikni za spremembo slike | Cerkev sv. Pavla                                             | Vrtovin                 | Kamnje                            | Koper                            | [ 45 ]        |
| 1958           | Klikni za spremembo slike | Cerkev sv. Cirila in Metoda (prestavljena)                   | Ljubljana (Bežigrad)    | Ljubljana - Bežigrad              | Ljubljana                        |               |
| 1960           | Klikni za spremembo slike | Cerkev sv. Martina                                           | Šmartno v Tuhinju       | Šmartno v Tuhinju                 | Ljubljana                        | [ 46 ]        |
| 1961           | Klikni za spremembo slike | Cerkev sv. Lenarta                                           | Sveti Lenart            | Sv. Lenart                        | Ljubljana                        | [ 47 ]        |
| 1962           | Klikni za spremembo slike | Evangeličanska cerkev                                        | Moravske Toplice        | Moravske Toplice (evangeličanska) | –                                |               |
| 1963           | Klikni za spremembo slike | Cerkev sv. Helene                                            | Pertoča                 | Pertoča                           | Murska Sobota                    | [ 48 ]        |
| 1966           | Klikni za spremembo slike | Evangeličanska cerkev                                        | Selo                    | Selo (evangeličanska)             | –                                |               |
| 1966           | Klikni za spremembo slike | Cerkev sv. Lucije                                            | Dražgoše                | Dražgoše                          | Ljubljana                        | [ 49 ]        |
| 1967           | Klikni za spremembo slike | Cerkev sv. Jožefa Delavca                                    | Rače                    | Rače                              | Maribor                          | [ 50 ]        |
| 1967           | Klikni za spremembo slike | Cerkev sv. Martina                                           | Poljane nad Škofjo Loko | Poljane nad Škofjo Loko           | Ljubljana                        |               |
| 1967           | Klikni za spremembo slike | Cerkev sv. Trojice                                           | Odranci                 | Odranci                           | Murska Sobota                    |               |
| 1969           | Klikni za spremembo slike | Cerkev sv. Jožefa Delavca                                    | Idrija                  | Idrija                            | Koper                            | [ 51 ]        |
| 1969           | Klikni za spremembo slike | Cerkev sv. Kozme in Damijana                                 | Kuzma                   | Kuzma                             | Murska Sobota                    | [ 52 ]        |
| 1971           | Klikni za spremembo slike | Cerkev sv. Cirila in Metoda                                  | Maribor (Tezno)         | Maribor - Tezno                   | Maribor                          | [ 53 ]        |
| 1971           | Klikni za spremembo slike | Evangeličanska cerkev                                        | Pečarovci               | Pečarovci (evangeličanska)        | –                                | [ 54 ]        |
| 1972           | Klikni za spremembo slike | Cerkev sv. Družine                                           | Tepanje                 | Slovenske Konjice                 | Maribor                          | [ 55 ]        |
| 1972           | Klikni za spremembo slike | Cerkev Gospodovega oznanjenja Mariji                         | Hinje                   | Hinje                             | Novo mesto                       | [ 56 ]        |
| 1972           | Klikni za spremembo slike | Cerkev sv. Maksimilijana Kolbeja                             | Žvirče                  | Hinje                             | Novo mesto                       |               |
| 1972           | Klikni za spremembo slike | Cerkev sv. Jožefa                                            | Josipdol                | Ribnica na Pohorju                | Maribor                          | [ 57 ]        |
| 1972           | Klikni za spremembo slike | Cerkev sv. Jožefa Delavca                                    | Leskovec                | Ljubečna                          | Celje                            | [ 58 ]        |
| 1972           | Klikni za spremembo slike | Cerkev sv. Mihaela                                           | Grosuplje               | Grosuplje                         | Ljubljana                        | [ 59 ]        |
| 1972           | Klikni za spremembo slike | Cerkev bl. Antona Martina Slomška                            | Gornja Bistrica         | Črenšovci                         | Murska Sobota                    | [ 60 ]        |
| 1972           | Klikni za spremembo slike | Cerkev Žalostne Matere Božje                                 | Trebnje                 | Trebnje                           | Novo mesto                       | [ 61 ]        |
| 1973           | Klikni za spremembo slike | Cerkev Matere Božje                                          | Ljubljana (Koseze)      | Ljubljana - Koseze                | Ljubljana                        | [ 62 ]        |
| 1975           | Klikni za spremembo slike | Cerkev Vstalega Odrešenika                                   | Senovo                  | Senovo                            | Celje                            | [ 63 ]        |
| 1976           | Klikni za spremembo slike | Cerkev sv. Jožefa                                            | Škale                   | Velenje - Sv. Martin              | Celje                            | [ 59 ]        |
| 1978           | Klikni za spremembo slike | Cerkev sv. Marije Vnebovzete in sv. Maksimilijana Kolbeja    | Janževski Vrh           | Ribnica na Pohorju                | Maribor                          | [ 64 ]        |
| 1978           | Klikni za spremembo slike | Cerkev sv. Mihaela                                           | Šoštanj                 | Šoštanj                           | Celje                            | [ 59 ]        |
| 1981           | Klikni za spremembo slike | Cerkev sv. Družine                                           | Ljubljana (Moste)       | Ljubljana - Moste                 | Ljubljana                        |               |
| 1982           | Klikni za spremembo slike | Cerkev sv. Družine                                           | Predmeja                | Otlica                            | Koper                            | [ 59 ]        |
| 1982           | Klikni za spremembo slike | Sostolnica Kristusa Odrešenika                               | Nova Gorica             | Nova Gorica - Kristus Odrešenik   | Koper                            | [ 65 ]        |
| 1984           | Klikni za spremembo slike | Cerkev sv. Miklavža                                          | Ankaran                 | Ankaran                           | Koper                            | [ 59 ]        |
| 1984           | Klikni za spremembo slike | Cerkev Rožnovenske Matere Božje                              | Portorož                | Portorož                          | Koper                            | [ 66 ]        |
| 1985           | Klikni za spremembo slike | Cerkev Kristusovega učlovečenja                              | Ljubljana (Dravlje)     | Ljubljana - Dravlje               | Ljubljana                        | [ 67 ]        |
| 1985           | Klikni za spremembo slike | Cerkev Marijinega Brezmadežnega Srca                         | Loke pri Zagorju        | Kisovec                           | Ljubljana                        | [ 59 ]        |
| 1985           | Klikni za spremembo slike | Cerkev sv. Marjete                                           | Polzela                 | Polzela                           | Celje                            | [ 59 ]        |
| 1986           | Klikni za spremembo slike | Cerkev sv. Cirila in Metoda                                  | Škofljica               | Škofljica                         | Ljubljana                        | [ 68 ]        |
| 1986           | Klikni za spremembo slike | Cerkev sv. Janeza Krstnika                                   | Dragatuš                | Dragatuš                          | Novo mesto                       | [ 59 ]        |
| 1986           | Klikni za spremembo slike | Cerkev Marije Pomočnice kristjanov                           | Log Čezsoški            | Bovec                             | Koper                            | [ 59 ]        |
| 1987           | Klikni za spremembo slike | Cerkev sv. Cirila in Metoda                                  | Radenci                 | Radenci                           | Murska Sobota                    | [ 69 ]        |
| 1987           | Klikni za spremembo slike | Cerkev sv. Družine                                           | Kidričevo               | Kidričevo                         | Maribor                          | [ 59 ]        |
| 1987           | Klikni za spremembo slike | Cerkev Vseh svetih                                           | Ljubljana (Žale)        | Ljubljana - Sv. Križ              | Ljubljana                        |               |
| 1987           | Klikni za spremembo slike | Cerkev Vstalega Zveličarja                                   | Zreče                   | Zreče                             | Maribor                          | [ 59 ]        |
| 1989           | Klikni za spremembo slike | Cerkev sv. Duha                                              | Celje                   | Celje - Sv. Duh                   | Celje                            | [ 70 ]        |
| 1989           | Klikni za spremembo slike | Cerkev sv. Kozme in Damijana                                 | Stražišče               | Prevalje                          | Maribor                          | [ 71 ]        |
| 1990           | Klikni za spremembo slike | Cerkev sv. Križa                                             | Maribor                 | Maribor - Sv. Križ                | Maribor                          | [ 59 ]        |
| 1990           | Klikni za spremembo slike | Cerkev Marije Vnebovzete                                     | Zgornje Pirniče         | Pirniče                           | Ljubljana                        | [ 59 ]        |
| 1990           | Klikni za spremembo slike | Cerkev Marije Vnebovzete                                     | Slovenja vas            | Hajdina                           | Maribor                          | [ 59 ]        |
| 1990           | Klikni za spremembo slike | Cerkev sv. Vida                                              | Šentvid pri Zavodnju    | Zavodnje                          | Celje                            | [ 72 ]        |
| 1990           | Klikni za spremembo slike | Cerkev sv. Marka                                             | Koper                   | Koper - Sv. Marko                 | Koper                            | [ 73 ]        |
| 1990           | Klikni za spremembo slike | Cerkev sv. Trojice                                           | Dolnji Ajdovec          | Ajdovec                           | Novo mesto                       | [ 74 ]        |
| 1992           | Klikni za spremembo slike | Cerkev sv. Jedrti                                            | Lajše                   | Selca                             | Ljubljana                        | [ 59 ]        |
| 1992           | Klikni za spremembo slike | Cerkev sv. Jožefa                                            | Ivančna Gorica          | Ivančna Gorica                    | Ljubljana                        | [ 59 ]        |
| 1993           | Klikni za spremembo slike | Cerkev Brezmadežnega spočetja Device Marije                  | Grahovo                 | Grahovo                           | Ljubljana                        | [ 75 ]        |
| 1993           | Klikni za spremembo slike | Cerkev sv. Lovrenca                                          | Zabreznica              | Breznica                          | Ljubljana                        | [ 59 ]        |
| 1994           | Klikni za spremembo slike | Cerkev sv. Duha                                              | Ljubljana (Stožice)     | Ljubljana - Stožice               | Ljubljana                        |               |
| 1994           | Klikni za spremembo slike | Cerkev sv. Marka                                             | Žabče                   | Tolmin                            | Koper                            | [ 76 ]        |
| 1994           | Klikni za spremembo slike | Cerkev sv. Rozalije                                          | Petišovci               | Lendava                           | Murska Sobota                    | [ 77 ]        |
| 1995           | Klikni za spremembo slike | Cerkev sv. Gabrijela                                         | Planica                 | Stara Loka                        | Ljubljana                        | [ 59 ]        |
| 1995           | Klikni za spremembo slike | Cerkev Marije Matere Cerkve                                  | Maribor (Pobrežje)      | Maribor - Pobrežje                | Maribor                          | [ 78 ]        |
| 1996           | Klikni za spremembo slike | Cerkev sv. Modesta                                           | Kranj                   | Kranj - Zlato Polje               | Ljubljana                        | [ 59 ]        |
| 1996           | Klikni za spremembo slike | Cerkev sv. Neže                                              | Liboje                  | Griže                             | Celje                            | [ 59 ]        |
| 1996           | Klikni za spremembo slike | Cerkev Povišanja sv. Križa                                   | Mala Ilova Gora         | Dobrepolje - Videm                | Ljubljana                        | [ 59 ]        |
| 1997           | Klikni za spremembo slike | Cerkev Karmelske Matere Božje                                | Gaberje                 | Lendava                           | Murska Sobota                    | [ 79 ]        |
| 1998           | Klikni za spremembo slike | Cerkev Marije Pomagaj                                        | Visejec                 | Hinje                             | Novo mesto                       | [ 59 ]        |
| 1998           | Klikni za spremembo slike | Cerkev sv. Petra                                             | Ježni Vrh               | Primskovo na Dolenjskem           | Ljubljana                        | [ 59 ]        |
| 1999           | Klikni za spremembo slike | Cerkev sv. Janeza Krstnika                                   | Kočevska Reka           | Kočevska Reka                     | Novo mesto                       | [ 59 ]        |
| 2000           | Klikni za spremembo slike | Cerkev Angelov varuhov                                       | Ljubljana (Zalog)       | Župnija Ljubljana - Kašelj/Zalog  | Ljubljana                        | [ 80 ]        |
| 2000           | Klikni za spremembo slike | Cerkev Marije Matere Cerkve                                  | Trbovlje                | Trbovlje - Sveta Marija           | Celje                            | [ 59 ]        |
| 2000           | Klikni za spremembo slike | Cerkev sv. Martina                                           | Manče                   | – (zasebna cerkev)                | Koper                            | [ 81 ]        |
| 2003           | Klikni za spremembo slike | Cerkev Marijinega Brezmadežnega Srca                         | Pragersko               | Spodnja Polskava                  | Maribor                          | [ 82 ]        |
| 2004           | Klikni za spremembo slike | Cerkev sv. Petra in Pavla (Samostan sv. Petra in Pavla Ptuj) | Ptuj                    | Ptuj - Sv. Peter in Pavel         | Maribor                          | [ 83 ]        |
| 2005           | Klikni za spremembo slike | Cerkev sv. Rešnjega telesa in krvi                           | Ljubljana (Podutik)     | Ljubljana - Podutik               | Ljubljana                        |               |
| 2008           | Klikni za spremembo slike | Cerkev Jezusa Kristusa svetih iz poslednjih dni (mormonska)  | Ljubljana               | Ljubljana (mormonska)             | –                                |               |
| 2010           | Klikni za spremembo slike | Cerkev Jezusove spremenitve na gori                          | Rogla                   | Sveta Kunigunda na Pohorju        | Maribor                          | [ 59 ]        |
| 2011           | Klikni za spremembo slike | Cerkev Marije Pomočnice                                      | Križ                    | Tržišče                           | Novo mesto                       | [ 84 ]        |
| 2013           | Klikni za spremembo slike | Cerkev Marije Pomočnice                                      | Šmarčna                 | Boštanj                           | Novo mesto                       | [ 85 ]        |
| 2015           | Klikni za spremembo slike | Cerkev sv. Janeza Boska                                      | Maribor                 | Maribor - Sv. Janez Bosko         | Maribor                          |               |
| 2019           | Klikni za spremembo slike | Cerkev sv. Leopolda Mandića                                  | Ptuj                    | Ptuj - Sv. Ožbalt                 | Maribor                          | [ 86 ]        |
| 2019           | Klikni za spremembo slike | Cerkev bl. Antona Martina Slomška                            | Maribor (Košaki)        | Maribor - Košaki                  | Maribor                          | [ 87 ] [ 88 ] |
| ?              | Klikni za spremembo slike | Cerkev sv. Jožefa                                            | Vir                     | Vir                               | Ljubljana                        | [ 59 ]        |
| ?              | Klikni za spremembo slike | Cerkev sv. Križa                                             | Križevska vas           | Sv. Helena - Dolsko               | Ljubljana                        | [ 89 ]        |